# چمن شور پاگربه‌ای
چمن شور پاگربه‌ای، بونی (نام علمی: Aeluropus lagopoides) نام یک گونه از سرده چمن شور است.